# ジェリー・グラハム
ドクター・ジェリー・グラハム（Dr. Jerry Graham、本名：Jerry Martin Matthews、1921年12月16日 - 1997年1月24日）は、アメリカ合衆国のプロレスラー。アリゾナ州フェニックス出身（生誕地はオクラホマ州ウッドワード）。生年は1925年ともされる。
ミネソタ・レッキング・クルーやバリアント・ブラザーズなどに先駆けるヒールの兄弟ユニット「ゴールデン・グラハムズ（The Golden Grahams）」のリーダー格であり、エディ・グラハム、"クレージー" ルーク・グラハム、"スーパースター" ビリー・グラハムらの長兄役として活躍した。
アリゾナ州立大学時代は精神科医を目指し、在学中に習得した催眠術で対戦相手を眠らせるというギミックを用いていたことから「ドクター」の異名を持つ
。真っ赤なキャデラックのオープンカーを乗り回すなど派手な生活ぶりでも知られ、少年時代のビンス・マクマホンも彼に憧れていたという。

## 来歴
ジム・ロンドスのコーチを受けて1943年にデビューしたとされる。ゴージャス・ジョージの影響下にある金髪ヒールとして1950年代より頭角を現し、NWAのジョージア地区では1955年に同タイプのフレッド・ブラッシーと抗争。同年7月8日にはルー・テーズのNWA世界ヘビー級王座に挑戦した。
1958年、WWWFの前身団体であるニューヨークのキャピトル・レスリング・コーポレーションにて、彼の「弟」と称するエディ・グラハムことエドワード・ゴセットとグラハム・ブラザーズを結成。実際には血縁関係はないものの、兄弟タッグチームという設定のもと、マーク・ルーイン&ドン・カーティスやレッド・バスチェン&ルー・バスチェンとUSタッグ王座を巡る抗争を展開。1958年9月から1960年4月にかけて、同王座を再三に渡って獲得した（エディの離脱中は、ジョニー・バレンタインをパートナーに戴冠していたこともある）。
エディとのコンビ解消後は、アラバマのガルフ・コースト地区やカルガリーのスタンピード・レスリングなどを転戦して、1963年より東部地区に復帰。同年12月16日と翌1964年1月20日、マディソン・スクエア・ガーデンにてブルーノ・サンマルチノのWWWF世界ヘビー級王座に連続挑戦した。1964年からはカルガリーで新パートナーに起用していた巨漢のルーク・グラハム（ジェームズ・グラディ・ジョンソン）をニューヨークに呼び寄せ、ルークとのコンビでタッグマッチ戦線に進出。3月20日にUSタッグ王座を獲得し、以降もボボ・ブラジル&アーニー・ラッドやゴリラ・モンスーン&キラー・コワルスキーなどの強豪チームと対戦、1965年2月4日にジン・キニスキー&ワルドー・フォン・エリックに敗れるまでタイトルを保持した。
1967年にWWWFを離れ、カナダ・バンクーバーのNWAオールスター・レスリングに参戦。同年10月2日、アブドーラ・ザ・ブッチャーと組んでバンクーバー版のNWA世界タッグ王座をクリス・トロス&ジョン・トロスから奪取した。バンクーバーではドン・レオ・ジョナサンやロッキー・ジョンソンと抗争、ブッチャーとのコンビでは同地区認定のNWAカナディアン・タッグ王座も獲得している。
その後はロサンゼルスのNWAハリウッド・レスリングに進出、1970年夏にボディビルダー上がりの新人ウェイン・コールマンをビリー・グラハムと名乗らせ、グラハム・ファミリーの末弟としてパートナーに起用した。以後、デトロイトやジョージアなどを転戦し、ジョージアではルークとのコンビを復活させるなど、1970年代中盤まで活動を続けた。
キャリア後半はかなりウエイトが増加し、140kg級の巨漢となっていた。また、アルコール依存症などの精神疾患も抱え、母親が死去した際には、ショットガンで病院の職員を脅して遺体を盗み出したことがあるという。
1997年1月24日、脳卒中により死去。75歳没。日本マットへの参戦は一度も実現しなかった。
なお、1980年代初頭にドクター・ジェリー・グラハム・ジュニアと名乗る選手が彼の「息子」と称してインディアナポリス版のWWA（ウィリアム・アフィルス主宰）で活動していたが、ギミック上の設定であり実際の親子ではない。
2017年3月31日、WWWFでの実績を称え、WWE殿堂のレガシー部門に迎えられた。

## 得意技
- ダイビング・ニー・ドロップ
- ネックブリーカー
- ボディ・プレス

## 獲得タイトル
キャピトル・レスリング・コーポレーション / WWWF / WWE
- NWA USタッグ王座（ノースイースト版）：5回（w / エディ・グラハム×4、ジョニー・バレンタイン）[7]
- WWWF USタッグ王座：1回（w / クレージー・ルーク・グラハム）[7]
- WWE殿堂（レガシー部門）：2017年[16]

ミッドサウス・スポーツ
- NWA南部ヘビー級王座（ジョージア版）：2回[17]
- NWA世界タッグ王座（ジョージア版）：1回（w / ドン・マッキンタイア）[18]

ガルフ・コースト・チャンピオンシップ・レスリング
- NWAガルフ・コースト・ヘビー級王座：1回[19]

メープル・リーフ・レスリング
- NWAインターナショナル・タッグ王座（トロント版）：1回（w / ブルドッグ・ブラワー）[20]

NWAオールスター・レスリング
- NWA世界タッグ王座（バンクーバー版）：1回（w / アブドーラ・ザ・ブッチャー）[9]
- NWAカナディアン・タッグ王座（バンクーバー版）：1回（w / アブドーラ・ザ・ブッチャー）[11]

スタンピード・レスリング
- NWAインターナショナル・タッグ王座（カルガリー版）：1回（w / ジム・ライト）[21]